# Patrick Versluys
Patrick Versluys (* 5. September 1958 in Eeklo) ist ein ehemaliger belgischer Radrennfahrer. Er war von 1980 bis 1988 als Profi aktiv.

## Sportliche Laufbahn
Patrick Versluys war ein Radrennfahrer der sowohl bei den Ardennen-Klassikern als auch bei den Pavé-Klassikern gute Leistungen erbrachte. Trotz zahlreicher guter Platzierungen gelang es ihm nie, eines dieser großen Rennen zu gewinnen. Seine besten Ergebnisse waren der dritte Platz beim Amstel Gold Race 1984, der vierte Platz Amstel Gold Race 1985 und der zweite Platz bei Paris–Roubaix 1987. 1983 siegte er im Eintagesrennen Flèche Hesbignonne-Cras Avernas. Nach der Saison 1988 beendete er seine Profikarriere.

## Erfolge
1981
- Kampioenschap van Vlaanderen

1982
- Leeuwse Pijl

1983
- Omloop van het Leiedal

1985
- Grand Prix de Denain

1986
- De Kustpijl

1988
- Nokere Koerse

## Wichtige Platzierungen
| Grand Tour            | 1980 | 1981 | 1982 | 1983 | 1984 | 1985 | 1986 | 1987 | 1988 |
| --------------------- | ---- | ---- | ---- | ---- | ---- | ---- | ---- | ---- | ---- |
| Vuelta a EspañaVuelta | –    | –    | –    | –    | –    | –    | DNF  | –    | –    |
| Tour de FranceTour    | –    | –    | 94   | –    | DNF  | –    | –    | –    | –    |

| Monument                 | 1980 | 1981 | 1982 | 1983 | 1984 | 1985 | 1986 | 1987 | 1988 |
| ------------------------ | ---- | ---- | ---- | ---- | ---- | ---- | ---- | ---- | ---- |
| Mailand–Sanremo          | –    | –    | 8    | 47   | 13   | 99   | –    | –    | –    |
| Flandern-Rundfahrt       | –    | –    | 7    | –    | 22   | –    | –    | –    | 46   |
| Paris–Roubaix            | –    | 15   | 14   | 7    | 8    | 11   | 9    | 2    | 34   |
| Lüttich–Bastogne–Lüttich | –    | 19   | 13   | –    | 11   | –    | 13   | –    | –    |